# Caproni Vizzola Calif
La Caproni Vizzola Calif fue una familia de planeadores producidos en Italia en los años 60, 70 y 80.

## Diseño y desarrollo
De configuración típica de los veleros con cola en T, presentaban alas distintivas con las secciones centrales con cuerda constante y paneles exteriores trapezoidales. El fuselaje delantero estaba construido de fibra de vidrio sobre una estructura de aleación, mientras que el fuselaje trasero, alas y empenaje estaban recubiertos de metal.
El miembro más significativo de la familia, y el único producido en cantidad (alrededor de 150 unidades a principios de los años 80) fue el A-21S, una versión biplaza que acomodaba al piloto y al pasajero lado a lado. En un momento dado, este avión ostentó al mismo tiempo cuatro récords para planeadores biplaza, incluyendo:
- Récord de velocidad femenino en circuito cerrado, establecido por Adele Orsi y Franca Bellengeri en agosto de 1974.
- Distancia en línea recta de 970,4 km, por Ingo Renner y Hilmer Geissler en Australia, en 1975.

## Variantes
A-10
Uno construido.
A-12
Dos construidos.
A-14
Año 1965, uno construido.
A-15
Año 1965, uno construido.
A-20
A-20S
Versión biplaza del A-20.
A-21
Año 1970, desarrollo biplaza del A-14.
A-21J
Año 1972, versión motovelero.
A-21S
Año 1970, versión de producción refinada del A-21.
A-21SJ
Año 1973, versión propulsada a reacción del A-21, usando un motor de 0,16 o 0,20 kN (36 o 45 lbf) de empuje, teniendo un techo de 10 000 m (33 000 pies). El flap/freno aéreo del borde de fuga es único de este modelo. Comercializado en Estados Unidos por la AVIA America Corporation.
TG-12A
Designación dada a los ejemplares usados por la Academia de la Fuerza Aérea estadounidense.

## Operadores
Estados Unidos
- Fuerza Aérea de los Estados Unidos

## Especificaciones (A-21S)
Referencia datos: Jane's

### Características generales
- Tripulación: Uno (piloto)
- Capacidad: Un pasajero
- Longitud: 7,8 m (25,7 ft)
- Envergadura: 20,4 m (66,9 ft)
- Altura: 1,6 m (5,3 ft)
- Superficie alar: 16,2 m² (174,4 ft²)
- Peso vacío: 436 kg (960,9 lb)
- Peso cargado: 644 kg (1419,4 lb)
- Alargamiento: 25.6

### Rendimiento
- Velocidad nunca excedida (Vne): 255 km/h (158 MPH; 138 kt)
- Tasa máxima de planeo: 43:1
- Régimen de descenso: 0,60 m/s (118 pies/min)

## Aeronaves relacionadas

### Secuencias de designación
- Secuencia de designación de aeronaves de las Fuerzas Armadas Italianas: ← Q-12 - F-16 - G-17 - G-21 - Q-24 - Q-25 - Q-26 →
- Secuencia TG-_ (Planeadores de Entrenamiento estadounidenses, 1962-presente): ← TG-9 - TG-10 - TG-11 - TG-12 - TG-14 - TG-15A/B - TG-16